# Heinz Ludwig Arnold

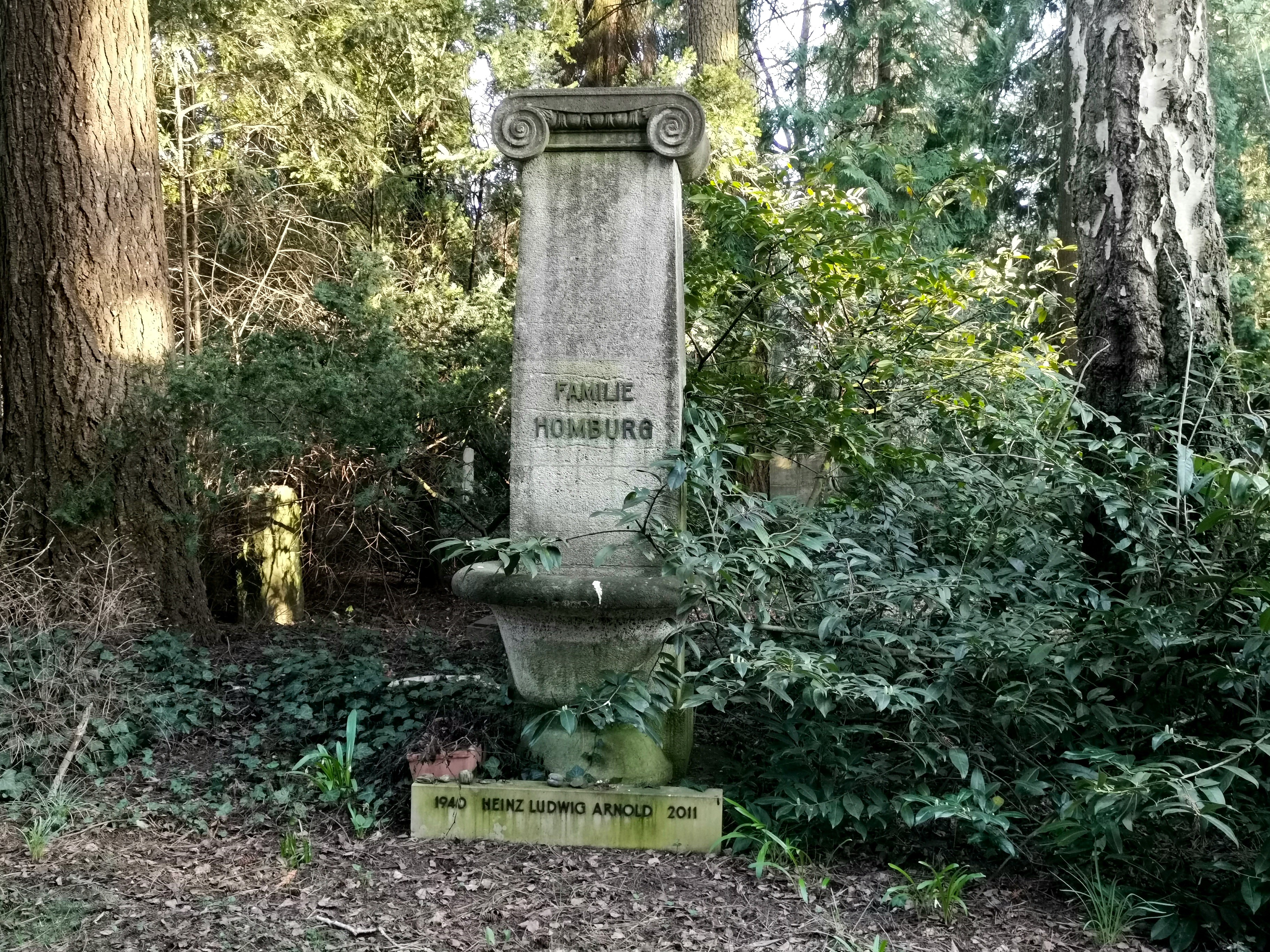
Grabstätte Heinz Ludwig Arnold auf dem Stadtfriedhof Göttingen

Heinz Ludwig Arnold (oft Lutz Arnold genannt; * 29. März 1940 in Essen; † 1. November 2011 in Göttingen) war ein deutscher Publizist, Literaturvermittler und Lexikograf. Er gründete die Zeitschrift Text + Kritik, war Herausgeber des Kritischen Lexikons zur deutschsprachigen Gegenwartsliteratur und des Kritischen Lexikons zur fremdsprachigen Gegenwartsliteratur.

## Leben
Heinz Ludwig Arnold ging in Bochum und Karlsruhe zur Schule, wo er 1960 sein Abitur ablegte. In Göttingen studierte er zunächst zwei Semester Jura, dann zehn Semester Literaturwissenschaft, Romanistik und Philosophie. In den Semesterferien verdingte er sich von 1961 bis 1964 als Privatsekretär bei Ernst Jünger. Seine Dissertation blieb unvollendet.
Noch während seines Studiums gründete Arnold im Jahr 1963 die Zeitschrift für Literatur Text + Kritik, deren erste Ausgabe dem Schriftsteller Günter Grass gewidmet war. Seit 1978 war er außerdem Herausgeber des in der edition text + kritik erscheinenden Kritischen Lexikons zur deutschsprachigen Gegenwartsliteratur (KLG) und von 1983 bis 2008 des Kritischen Lexikons zur fremdsprachigen Gegenwartsliteratur (KLfG).
Arnold war seit 1995 Honorarprofessor an der Georg-August-Universität Göttingen. Neben zahlreichen Editionen und Buchveröffentlichungen gab er beim dtv von 1995 bis 2000 die elfbändige Anthologie Die deutsche Literatur seit 1945 heraus.
Ab 2004 erarbeitete er als Herausgeber die dritte, völlig neu bearbeitete Auflage von Kindlers Literatur Lexikon, die im September 2009 bei Metzler erschien.
Arnold führte im Verlauf seines Lebens zahlreiche ausführliche Gespräche mit Schriftstellern, die in verschiedenen Buchpublikationen erschienen, darunter Heinrich Böll, Max Frisch, Günter Grass, Wolfgang Koeppen, Max von der Grün, Günter Wallraff, Peter Handke, Franz Xaver Kroetz, Gerhard Zwerenz, Walter Jens, Peter Rühmkorf und Friedrich Dürrenmatt. Die Originalaufnahmen der Gespräche von 1970 bis 1999 mit einer Länge von insgesamt 62 Stunden wurden im Jahr 2011 veröffentlicht.

## Auszeichnungen und Ehrungen
- 1998: Niedersachsenpreis für Publizistik
- 1999: Mitglied der Deutschen Akademie für Sprache und Dichtung
- 2011: Bundesverdienstkreuz 1. Klasse[3]

## Veröffentlichungen (Auswahl)

### Autor
- Tagebuch einer Chinareise. Verlag der Arche, Zürich 1978.
- Krieger, Waldgänger, Anarch: Versuch über Ernst Jünger. Wallstein, Göttingen 1990.
- Die drei Sprünge der westdeutschen Literatur: eine Erinnerung. Wallstein, Göttingen 1993.
- Was bin ich? Über Max Frisch. Wallstein, Göttingen 2002.
- Die Gruppe 47. Rowohlt, Reinbek bei Hamburg 2004.
- Von Unvollendeten: literarische Porträts. Wallstein, Göttingen 2005.

### Gespräche
- Gespräche mit Schriftstellern: Max Frisch, Günter Grass, Wolfgang Koeppen, Max von der Grün, Günter Wallraff. C.H. Beck, München 1975.
- Als Schriftsteller leben: Gespräche mit Peter Handke, Franz Xaver Kroetz, Gerhard Zwerenz, Walter Jens, Peter Rühmkorf, Günter Grass. Rowohlt, Reinbek bei Hamburg 1979.
- Friedrich Dürrenmatt. Gespräche. 4 Bände, Diogenes, Zürich 1996.
- Meine Gespräche mit Schriftstellern 1970–1999. 3 MP3-CDs mit Originaltonaufnahmen als Hörbuch, Quartino, München 2011.[4]
- Gespräche mit Autoren, S. Fischer, Frankfurt am Main 2012, ISBN 978-3-10-001534-1; Rezension von Wolfgang Schneider im Deutschlandfunk (DLF) vom 20. Januar 2013 Büchermarkt – Buch der Woche: Sprachrohr des Zeitgeists

### Herausgeber
- Wandlung und Wiederkehr. Festschrift zum 70. Geburtstag Ernst Jüngers.. Verlag Text + Kritik, Aachen 1965.
- Literaturbetrieb in Deutschland. edition text+kritik, München 1971.
- Deutsche Bestseller, deutsche Ideologie: Ansätze zu einer Verbraucherpoetik. Klett, Stuttgart 1975, ISBN 3-12-392600-1.
- mit E.-P. Wieckenberg: Autorenbücher. C.H. Beck, München 1976 ff.
- Handbuch zur deutschen Arbeiterliteratur. 2 Bände. edition text+kritik, München 1977.
- Die Gruppe 47. Ein kritischer Grundriss. edition text+kritik, München 1980.
- Karl May (Sonderband Text + Kritik). edition text+kritik, München 1987.
- Sarah Kirsch, Ingo Kühl: Luft und Wasser – Gedichte und Bilder. Edition Lutz Arnold im Steidl Verlag, Göttingen 1988, ISBN 3-88243-096-6.
- mit Heinrich Detering: Grundzüge der Literaturwissenschaft. Deutscher Taschenbuch Verlag, München 1996.
- Blech getrommelt. Günter Grass in der Kritik. Steidl, Göttingen 1997.
- mit A. von Planta und U. Weber: Friedrich Dürrenmatt: Meine Schweiz. Diogenes, Zürich 1998.
- H. G. Adler. Edition text & kritik, München 2004, ISBN 3-88377-767-6 (= Text + Kritik, Heft 163).
- mit Andreas C. Knigge: Comics, Mangas, Graphic Novels. Text + Kritik Sonderheft. Richard Boorberg, München 2009, ISBN 978-3-88377-995-9.
- Ein abenteuerliches Herz. Ernst-Jünger-Lesebuch. Klett-Cotta, Stuttgart 2011, ISBN 978-3-608-93846-3.[5]

## Weinpreis für Literatur
Heinz Ludwig Arnold gründete 1978 den Weinpreis für Literatur.